# Zweiter Krieg der Barone
Der Zweite Krieg der Barone (englisch Second Barons’ War) war ein von 1264 bis 1267 geführter militärischer Konflikt zwischen dem englischen König Heinrich III. und einer von Simon de Montfort, 6. Earl of Leicester angeführten Adelsopposition. Nachdem es bereits im Sommer 1262 zu ersten Kämpfen gekommen war, begann im April 1264 ein offener Bürgerkrieg, der im August 1265 mit einem Sieg der Anhänger des Königs endete. Die weiteren Kämpfe zogen sich jedoch noch bis 1267 hin. Letztlich musste der König den Baronen gegenüber Zugeständnisse machen. Nach dem Ersten Krieg der Barone von 1215 bis 1217 war dies die zweite große Auseinandersetzung um die Macht im Staate zwischen dem englischen König und seinen Baronen.

## Ursachen
Gegen die Politik von König Heinrich III. bildete sich 1257 eine feste Adelsopposition, deren Ziel eine Reform der königlichen Herrschaft war. Die Barone waren mit der verschlossenen und willkürlichen Regierung des Königs nicht mehr einverstanden. Sie warfen dem König vor, nicht mehr ihren Rat einzuholen, stattdessen würde der König nur seinen eigenen Ratgebern und Beamten, von denen einige aus dem französischen Poitou kamen und mit ihm verwandt waren, vertrauen. Diese Freunde und Verwandte waren ab 1247 am Königshof sehr einflussreich geworden und die Barone warfen dem König vor, sie ihnen gegenüber zu bevorzugen. Gleichzeitig würde er seine Rechte als Lehnsherr, besonders bei Vormundschaften von minderjährigen Erben, bei der Erteilung der Erlaubnis von Heiraten und bei anderen Feudalpflichten missbrauchen. Vor allem aber war die Politik des Königs nicht mehr erfolgreich und die Barone fühlten sich schlecht regiert. Sie bemängelten seine Erfolglosigkeit im Kampf gegen den walisischen Fürsten Llywelyn ap Gruffydd, der in wenigen Jahren die englische Oberherrschaft abgeschüttelt und sich eine Vormachtstellung in Wales erkämpft hatte und nun ihre Besitzungen in den Welsh Marches bedrohte. Letztlich plante der König, beeinflusst von Papst Alexander IV., die Eroberung des Königreichs Sizilien für seinen Sohn Edmund. Für die Umsetzung dieses Plans investierte er große Summen Geld, ohne dass der Plan Erfolg versprechend erschien. Letztlich scheiterte das Vorhaben völlig. Die Ansprüche des Papstes konnten nicht befriedigt werden, und die englischen Barone verweigerten sowohl ihre militärische wie auch ihre finanzielle Unterstützung für dieses Abenteuer, wozu sie nach der Magna Carta auch berechtigt waren. Im Gegensatz zur Adelsopposition von 1215, die durch die Anerkennung der Magna Carta durch den König dessen Macht lediglich beschränken wollte, verlangten die Barone nun eine Reform und vor allem eine Beteiligung an der Herrschaft des Königs.

## Der Weg zum Bürgerkrieg

### Beginn der Adelsopposition
Vor dem Hintergrund von Missernte und Hungersnot sowie der Niederlagen im Krieg in Wales, vor allem nach der katastrophalen Niederlage in der Schlacht von Cymerau gegen die walisischen Fürsten, sowie wegen seiner Schulden beim Papst, derentwegen sich seine Beziehungen zur englischen Kirche verschlechterten, rief der König für Anfang April 1258 ein Parlament nach Westminster. Er wollte einen neuen Feldzug nach Wales vorbereiten, dazu plante er weiter eine Expedition nach Sizilien. Vor allem das sizilianische Abenteuer stieß auf großen Protest. Seine Hoffnung auf finanzielle Unterstützung erfüllte sich nicht. Die Magnaten waren in einzelne Gruppen gespalten, eine Entwicklung, die sich abzeichnete, nachdem sein Halbbruder Bischof Aymer de Lusignan am 1. April John fitz Geoffrey, einen verdienten königlichen Gefolgsmann und Vertrauten der Königin, in Surrey angriff. Als Fitz Geoffrey Gerechtigkeit verlangte, verweigerte dies der König. Vermutlich mit Zustimmung von Königin Eleonore traf sich am 12. April eine kleine Gruppe von einflussreichen Magnaten. Ihr gehörten Peter von Savoyen, ein Onkel des Königs, Simon de Montfort, 6. Earl of Leicester, Richard de Clare, 5. Earl of Gloucester, Roger Bigod, 4. Earl of Norfolk, sein Bruder Hugh Bigod, sowie John fitz Geoffrey und Peter de Montfort, die mit Montfort befreundet waren, an. Sie schworen sich gegenseitige Unterstützung gegen die Lusignans, die Halbbrüder des Königs, und wegen der Unbeliebtheit des Königs gelang es den Verschwörern rasch, fast den gesamten Adel auf ihre Seite zu ziehen. Als der König am 28. April erneut Unterstützung für den Krieg in Wales forderte, stürmten sie unter Führung des Earls of Norfolk bewaffnet in die Westminster Hall und stellten dem König ein Ultimatum. Sie verlangten eine Reform der Herrschaft, eine Sanierung der königlichen Finanzen und die Beachtung ihrer angestammten Rechte. Die Barone schlugen dem König vor, ein aus 24 Mitgliedern bestehendes Komitee zu bilden, das den König beraten, bis Weihnachten das Reich reformieren und die Schulden des Königs regeln sollte. Die Mitglieder sollten zur Hälfte von den Baronen und zur Hälfte vom König bestimmt werden. Angesichts des  Widerstands an seinem eigenen Hof und da er wegen des Krieges in Wales unter Druck stand, gab der König rasch nach und schwor am 2. Mai, das Komitee zu akzeptieren. Im Gegenzug gaben die Barone ein vages Versprechen, den Krieg in Wales fortzusetzen. Dieser Kompromiss war zum Scheitern verurteilt. Aufgefordert, die Hälfte des Komitees zu besetzen, wählte der König hauptsächlich seine Halbbrüder, die Lusignans und ihre Anhänger, dennoch war er so isoliert, dass er keine zwölf Mitglieder zusammenbekam. Ein weiteres Parlament wurde für Juni ausgemacht, doch in der Zwischenzeit wurden Heinrichs Einwände gegen einen Frieden mit Frankreich überstimmt. Am 8. Mai begannen Gesandte, darunter Simon de Montfort, Peter von Savoyen und auch die Lusigans, Verhandlungen mit dem französischen König Ludwig IX., um einen Frieden mit Frankreich zu schließen und den Streit über die englischen Besitzungen in Frankreich zu beenden. Sie waren zu einem endgültigen Verzicht auf die Normandie bereit und stellten rasch die Artikel für einen Friedensvertrag auf.

### Erlass der Provisions of Oxford

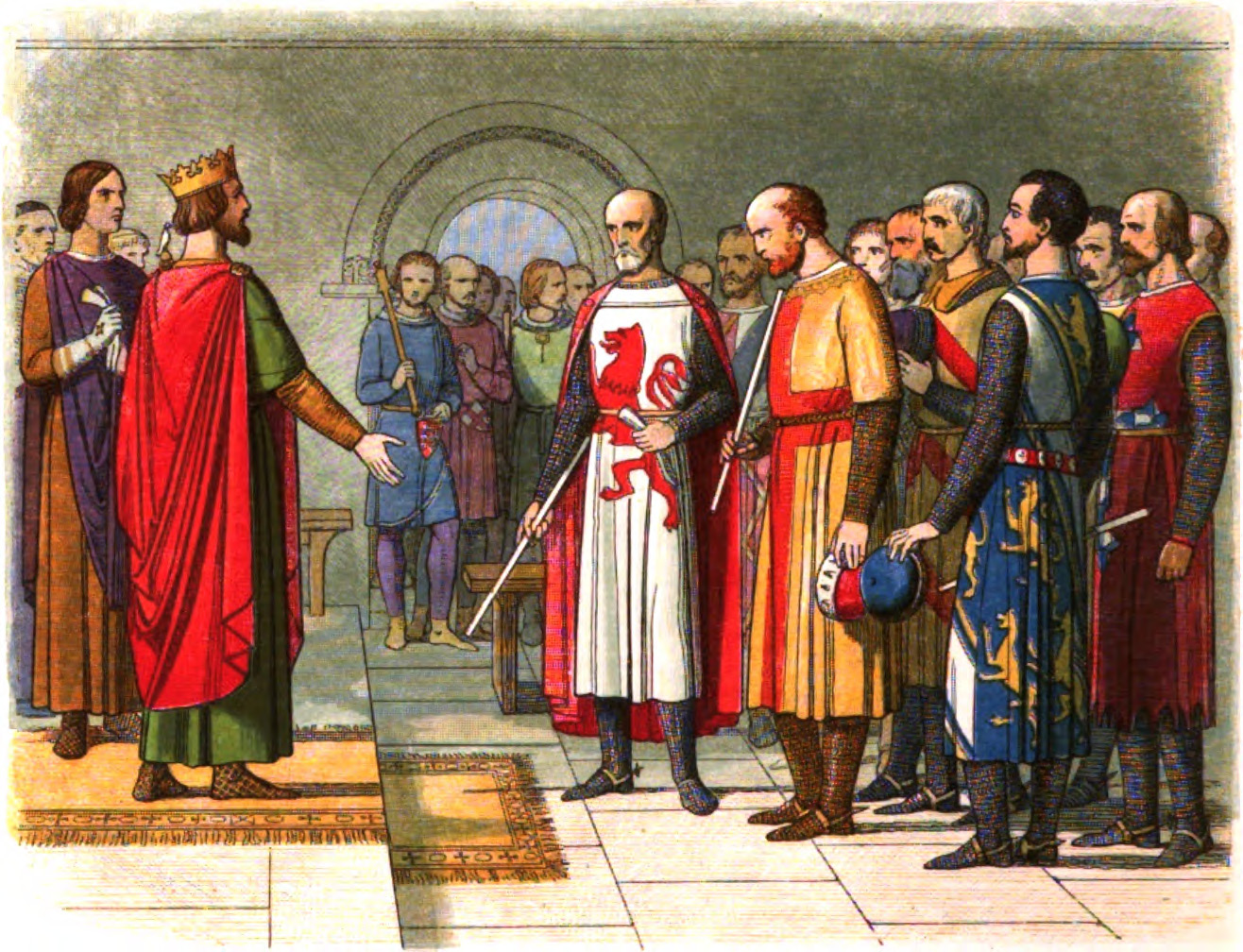
Parlamentsversammlung von Heinrich III. und den Baronen. Historisierende Darstellung von 1864

Am 11. Juni kam das Parlament in Oxford erneut zusammen, dazu ein großes Heer für einen Feldzug zu Land und See nach Wales. Die Barone mussten den König stark bedrängen, damit er mit Fürst Llywelyn, der ebenfalls Gesandte gesandt hatte, verhandelte. Vor dem Hintergrund eines Streits über Begünstigungen beschloss die Gruppe der Barone in dem Komitee, dass die Lusignans das Land verlassen mussten. Sie befragten das Parlament, versprachen eine generelle Reform der Herrschaft und machten die Lusignans zu Sündenböcken für die Misserfolge der königlichen Herrschaft. Eine Sammlung von Beschwerden der Barone wurde aufgeschrieben, und in der Dominikanerkirche von Oxford leisteten die Barone einen gemeinsamer Eid gegen Todfeinde des Reiches. Das Komitee beschloss die Provisions of Oxford, laut denen ein aus 15 Personen bestehender Staatsrat eingesetzt wurde, der den König beraten sollte. Die Befehlshaber der königlichen Burgen, aber auch der Kanzler, der Justiciar und der Treasurer sollten dem Staatsrat verantwortlich sein. In jedem Jahr sollten drei Great Concils oder Parlamente genannte Versammlungen stattfinden, an denen die Mitglieder des Staatsrates mit zwölf weiteren Vertretern der Barone teilnehmen sollten. Diese Parlamente sollten jeweils zu Lichtmess am 2. Februar, am 1. Juni und zu Michaelis am 29. September stattfinden.
Die Herrschaft des Königs zerfiel, als die Magnaten das lange vakante Amt des Justiciars mit Hugh Bigod wieder besetzten, um Gerechtigkeit für alle Schichten zu sichern, während mit Fürst Llywelyn Waffenstillstand geschlossen wurde. Am 22. Juni musste der König seine wichtigsten Burgen an Kastellane der Magnaten übergeben, und am selben Tag wählten vier Wahlmänner die fünfzehn Mitglieder des neuen königlichen Rats, der die Macht übernahm. Diesem Rat gehörten Erzbischof Bonifatius von Savoyen von Canterbury, John de Plessis, 7. Earl of Warwick und der königliche Berater John Mansel an, aber auch die Earls of Norfolk, Hereford, Peter von Savoyen, Peter de Montfort, John fitz Geoffrey, Roger Mortimer of Wigmore, James Audley und Bischof Walter de Cantilupe von Worcester, aber vor allem Richard de Clare und Simon de Montfort.

### Erste Herrschaft der Barone
Mit diesen Bestimmungen hatte sich die Adelsopposition die Macht in England erkämpft. Um den 28. Juni flohen die Lusignans und der Thronfolger Lord Eduard in einer tollkühnen, trotzigen Geste aus Oxford zu Amyer de Valences Burg nach Winchester. Die Magnaten verfolgten sie, und ihr Widerstand brach zusammen. Am 10. Juli schwor Lord Eduard die Einhaltung der Provisions of Oxford, und vier Tage später verließen die Lusignans das Reich, womit die Niederlage des Königs vollständig war.
Während der nächsten 18 Monate herrschte faktisch der fünfzehnköpfige königliche Rat in England, während die königliche Macht stark eingeschränkt blieb. Sie wurde weiter eingeschränkt, indem jede Grafschaft am 4. August 1258 aufgefordert wurde, durch Abgesandte Beschwerden gegen königliche und grundherrschaftliche Beamte zu sammeln und diese im Oktober dem Parlament zu berichten. Dazu bereiste der neue Justiciar Hugh Bigod mehrere Grafschaften, hörte sich selbst Beschwerden an und gewann rasch eine hohe Popularität. Damit kam der königliche Rat der Ritterschaft, den Freibauern und dem Bürgertum entgegen, die auch auf lokaler Ebene Reformen im Bereich der Verwaltung und der Justiz forderten. Die im Herbst 1259 erlassenen Provisions of Westminster kamen den Beschwerden entgegen und waren der Versuch, die lokale Verwaltung und Justiz zu reformieren. Dadurch gelang es Hugh Bigod und seinem Nachfolger Hugh le Despenser, weiter das Vertrauen und die Unterstützung der Ritter, Freibauern und Bürger zu gewinnen. Die Provisions of Westminster sollten die richterliche Gewalt der königlichen Sheriffs und anderer Beamter, aber auch die Machtfülle der Bailiffs der Barone begrenzen. Dazu führte der königliche Rat zahlreiche Alltagsgeschäfte, bei denen der Justiciar und vor allem Montfort die Führung übernahmen. Allerdings scheiterte der Versuch Montforts, im November die englisch-französischen Verhandlungen in Cambrai zu dominieren, da der französische König die Gesandten Montforts nicht anerkannte und nur mit direkten Gesandten König Heinrichs verhandelte.

### Machtkampf zwischen dem König und dem königlichen Rat
König Heinrich III. hatte dem Druck der Barone nachgeben und während des Parlaments im Oktober 1258 allen Aktionen des königlichen Rats beipflichten müssen. Dazu befahl er seinen Beamten, Gehorsam auf die Provisions of Oxford zu schwören. Der königliche Rat versuchte nun, die Zustimmung des Papstes für die Provisions of Oxford zu erhalten. Dazu wollten sie mit dem Papst neu über die sizilianische Thronfolge verhandeln sowie seine Zustimmung für die Absetzung von Aymer de Valence als Bischof von Winchester erhalten. Im Dezember 1258 wurde das sizilianische Abenteuer der Thronkandidatur von Heinrichs Sohn Edmund endgültig abgebrochen. Spätestens damit war der König zum Gegner des königlichen Rats geworden, den er nur als Mittel zur Umverteilung seiner königlichen Macht auf fünfzehn andere Personen betrachtete. Dennoch blieb er fast das ganze Jahr 1259 weitgehend passiv, während die anfängliche Begeisterung und Unterstützung des Adels für die Arbeit des königlichen Rats nachließ. Vor allem die Untersuchung von Missständen in der lokalen Verwaltung der Barone sorgte bei diesen für Unruhe und führte zu Spannungen. Die Ideale von Montfort, der zunehmend den königlichen Rat lenkte, wurden von vielen Baronen, vor allem von Richard de Clare, Peter von Savoyen und Hugh Bigod, nicht geteilt. Der königliche Rat teilte sich somit in mehrere Lager. Am 14. November 1259 segelte der König in Begleitung der Königin, von Peter von Savoyen, Richard de Clare und John Mansel nach Frankreich. Er huldigte dem französischen König Ludwig IX. am 4. Dezember für den Besitz des Herzogtums Aquitanien und erkannte den Vertrag von Paris an, mit dem ein Frieden zwischen England und Frankreich erreicht wurde. Seine Rückkehr nach England verzögerte sich zunächst wegen Schlichtungen und Entscheidungen über die Details des Vertrags, dann wegen Krankheit. In England kam es daraufhin zu einer Krise, nachdem der walisische Fürst Llywelyn ap Gruffydd die Abwesenheit des Königs ausnutzte, den Waffenstillstand brach und das königliche Builth Castle überfiel. Am 16. Januar 1260 schrieb Heinrich III. an seinen Justiciar, dass das Parlament zu Lichtmess ausfallen würde und dass er eine Entsatzarmee nach Builth führen solle.
Simon de Montfort, der seit Oktober 1259 ebenfalls in Frankreich gewesen war, kehrte Anfang 1260 nach England zurück und bestritt sofort das Recht des Königs, das Parlament nicht einzuberufen. Er setzte durch, dass das Parlament zusammentrat, verschärfte aber die Fremdenfeindlichkeit, als er auch Peter von Savoyen wegen seiner Herkunft aus dem Staatsrat ausschloss. Es gelang ihm jedoch, den Thronfolger Eduard auf seine Seite zu ziehen, dem die Zugeständnisse seines Vaters im Vertrag von Paris zu weit gingen. Gerüchten nach wollte Lord Eduard seinen Vater absetzen, und um dies zu verhindern, griffen der Justiciar und Richard von Cornwall, der jüngere Bruder des Königs, ein. Es kam zu leichten Gefechten, und aus der Reformbewegung der Barone war plötzlich ein Machtkampf zwischen Montfort und dem König geworden. König Heinrich III. bat im März 1260 mit einem Brief an Richard de Clare, der bereits nach England zurückgekehrt war, und an Hugh Bigod um Unterstützung. Für den 25. April berief er eine königliche Armee nach London ein. Richard de Clare und andere Barone wechselten nun offen auf die Seite des Königs. Der König erreichte am 30. April 1260 VGLondon, das von Richard de Clare und Philip Basset für ihn gehalten wurde. Er erhielt zunehmend Unterstützung von anderen Baronen, worauf die Rebellion von Montfort und Lord Eduard zusammenbrach. Der König wollte Montfort zunächst vor Gericht stellen, und einige von Montforts Anhängern verloren ihre Burgen und ihre Ämter im königlichen Hofstaat. Durch Vermittlung durch Richard von Cornwall und dem Erzbischof von Canterbury versöhnte sich der König im Mai mit seinem ältesten Sohn Eduard. Da der König jedoch keine Mittel hatte, seine Söldner länger als bis Juli zu bezahlen, gab er seinen Ratgebern nach, sich wenigstens oberflächlich mit Montfort zu versöhnen und die Provisions of Oxford nicht offen zu verwerfen. Stattdessen berief er nun eine Armee für einen Feldzug gegen Wales ein und ernannte Richard de Clare und Montfort zu ihren Kommandanten. Bevor die Armee jedoch nach Wales aufbrechen konnte, erneuerte Richard de Clare nach der Eroberung von Builth Castle durch die Waliser den Waffenstillstand von Montgomery. Dabei musste er jedoch den Walisern weit entgegenkommen, und der König weigerte sich mehrere Monate lang, das Abkommen zu ratifizieren.
Nachdem Lord Eduard noch während des Parlaments im Oktober Montfort unterstützt hatte, söhnte er sich oberflächlich mit seinem Vater aus. Er übergab Bristol, das Zentrum seiner Besitzungen, an Philip Basset, und brach zusammen mit zwei Söhnen Montforts im Oktober 1260 nach Frankreich auf, wo sie an Turnieren teilnahmen.

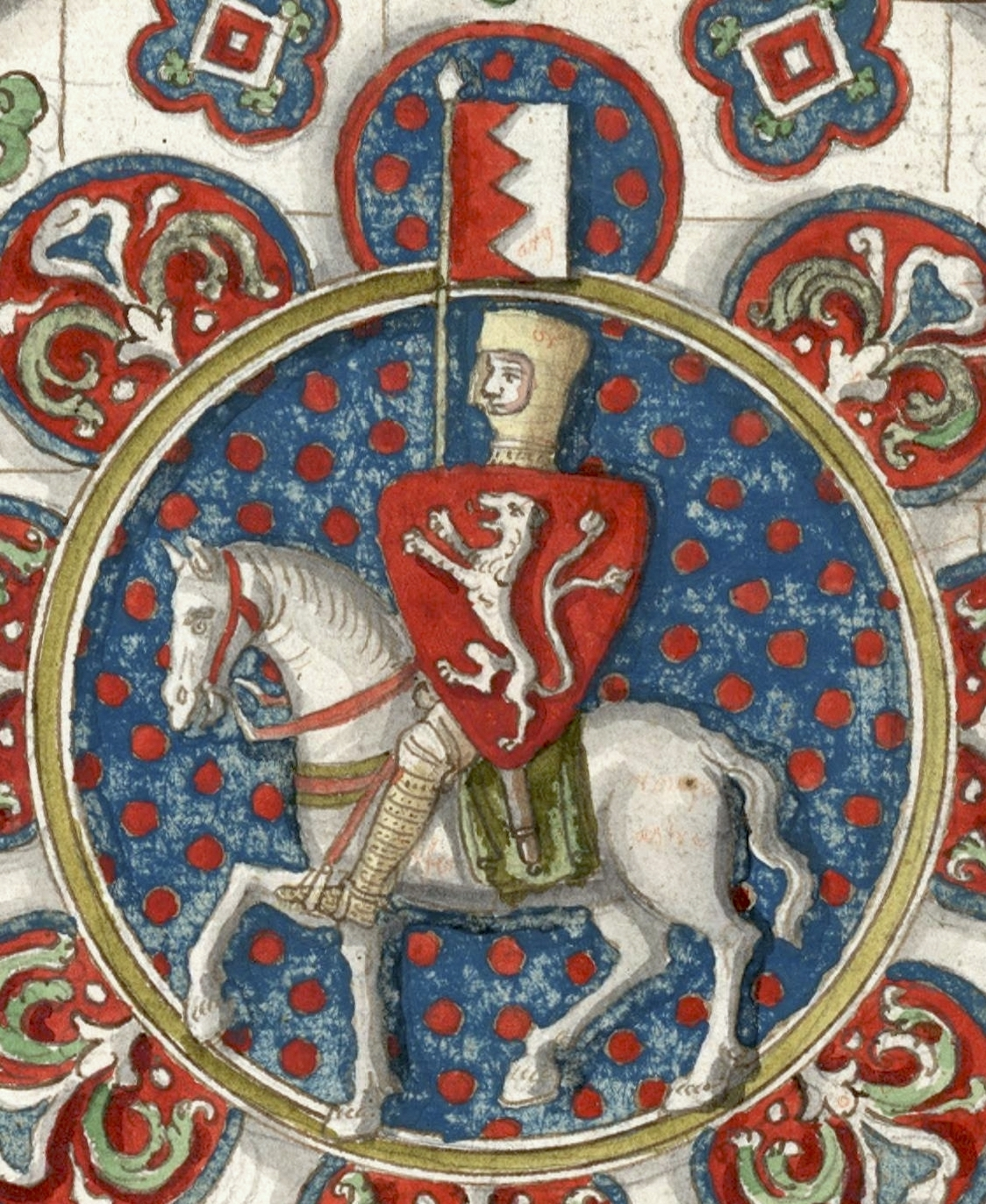
Simon de Montfort, 6. Earl of Leicester. Mittelalterliche Darstellung

### Rückgewinnung der Macht des Königs
Ende 1260 konnten Königin Eleanor und Peter von Savoyen den König überreden, gegen die Machteinschränkung durch die Provisions of Oxford vorzugehen. Der König versuchte nun, vom Papst die Annullierung seines Eides auf die Provisions zu erreichen und bat auch den französischen König um Hilfe. Er blieb dabei jedoch wankelmütig und verschanzte sich ab dem 9. Februar 1261 im Tower of London. Während er nach außen hin vorgab, die Provisions of Oxford einzuhalten, versuchte er gleichzeitig, in Flandern Söldner anzuwerben. Während des im Februar und März stattfindenden Parlaments verhandelte der König vom Tower aus, bis am 14. März der königliche Rat zustimmte, seine Beschwerden anzuhören. Um einen Bürgerkrieg zu vermeiden, stimmte der Rat einer Schlichtung zu, die jedoch Ende April scheiterte. Anfang Mai verließ der König plötzlich in einem unbewachten Moment den Tower und besetzte Dover Castle mit den Cinque Ports. Dort erreichten ihn päpstliche Schreiben sowie eine 100 Mann starke Söldnertruppe, die er bis August unterhielt. Ende Mai reiste er nach Winchester, wo er um den 12. Juni die päpstliche Bulle präsentierte, die ihn von Eiden auf die Provisions entband. Anschließend ersetzte er den Justiciar Hugh le Despenser durch Philip Basset und ernannte wenig später neue Sheriffs und Constabler für die königlichen Burgen.
Diese Politik führte dazu, dass der König wieder die Unterstützung zahlreicher Barone verlor, und seine Maßnahmen führten zu Verwirrung und Unordnung. Richard de Clare und Montfort verbündeten sich wieder, und zusammen mit dem  Bischof von Worcester, dem Earl of Hereford, dem Earl of Surrey versuchten sie eine Art Gegenregierung zu errichten. Sie wandten sich selbst an Papst Alexander IV. und an Ludwig IX. um Vermittlung und beriefen im August ein Parlament nach St Albans, zu dem aus jeder Grafschaft südlich des Trent drei Vertreter der Ritterschaft erscheinen sollten. Der König berief für den gleichen Tag ein Parlament in Windsor ein. Er versprach, die Grafschaften von der Dominanz der Magnaten zu befreien, und da er über starke Söldnertruppen verfügte, lenkten die Barone ein. Richard de Clare und seine Anhänger begannen in Kingston Verhandlungen mit dem König, die am 28. November abgeschlossen wurden. Über die Besetzung der Sheriffsämter wurde ein Kompromiss erreicht, und ein Komitee sollte in weiteren Streitpunkten vermitteln. Bei weiter andauerndem Streit sollte der aus Deutschland zurückgekehrte Richard von Cornwall vermitteln; als letzte Instanz konnte der französische König angerufen werden. Heinrich III. verließ den Tower, wo er seit Oktober gewesen war, und versprach allen, die diesen Vertrag von Kingston anerkannten, volle Begnadigung. Montfort ging nach Frankreich ins Exil.
Am 25. Februar 1262 erhielt der König eine Bulle des neuen Papstes Urban IV., die die Entscheidung von Papst Alexander IV. bestätigte und den König weiterhin von seinem Eid auf die Provisions of Oxford und Westminster entband. Daraufhin erklärte er diese am 2. Mai 1262 für ungültig und drohte jedem, der sie weiter verkündete, mit Haft. Im April hatte der König seinen Halbbruder William de Valence aus Frankreich zurückgeholt. Nachdem Lord Eduard aus Frankreich zurückgekehrt war und seine Mutter ihn Ende Mai mit seinem Vater versöhnte, fehlte den Magnaten ein Führer. Montfort war im Exil, Richard de Clare krank und die Mehrheit der Barone war der politischen Instabilität überdrüssig. Im August verließ Lord Eduard erneut England und reiste in die Gascogne. Der König versuchte unterdessen, Montfort zu vernichten. Er reiste dazu am 14. Juli 1262 nach Frankreich, um Montfort, der auch Vasall des französischen Königs war, bei diesem anzuklagen. Die Vermittlungsversuche des französischen Königs scheiterten völlig, doch er weigerte sich, Montfort zu verurteilen. Montfort kehrte im Oktober nach England zurück, während Heinrich III. in Paris an einer Seuche erkrankte, der zahlreiche seiner Begleiter zum Opfer fielen. Der geschwächte König blieb weiter in Frankreich, ehe er am 20. Dezember 1262 nach England zurückkehrte. Geschwächt verbrachte er jedoch noch die nächsten drei Monate in seinem Palast in Westminster.

### Unruhen und erste Kämpfe
Erneut war es während der langen Abwesenheit des Königs zu einer Krise in England gekommen. Richard de Clare war kurz nach der Abreise des Königs nach Frankreich gestorben. Indem der König dessen 19-jährigen Sohn Gilbert de Clare wegen seiner formalen Minderjährigkeit sein Erbe verweigerte, William de Valence mit der Verwaltung seiner Ländereien beauftragte und ihn dazu mit der Zuteilung des Wittums an seine Mutter brüskierte, machte er sich diesen zum Feind. Der Fall von Gilbert de Clare diente nun als neues Beispiel für die ungerechte Art, wie König Heinrich III. das Lehnsrecht auslegte. Nachdem bereits Anfang 1262 Roger of Leybourne und andere Ritter des Thronfolgers bei der Königin in Ungnade gefallen waren und den Hof verlassen mussten, besetzten diese im Sommer 1262 das königliche Gloucester Castle, wurden jedoch kurz darauf wieder von königlichen Truppen vertrieben. Auch Llywelyn ap Gruffydd hatte erneut die Abwesenheit des Königs genutzt und die Welsh Marches attackiert. Im November 1262 griff er Cefnllys Castle, eine Burg von Roger Mortimer of Wigmore an. Bis zum Ende des Jahres eroberte er die Herrschaft, dann griff er das benachbarte Brecknockshire, eine Herrschaft von Humphrey V. de Bohun, an und brachte es unter seine Kontrolle. Danach belagerte er Abergavenny Castle, eine Burg von Lord Eduard. Aufgrund ihrer Unzufriedenheit über die Entlassung von Roger of Leybourne verweigerten viele Marcher Lords dem Constable ihre Hilfe. Nur dank des Entsatzes durch Roger Mortimer of Wigmore scheiterte die Belagerung. Die Unfähigkeit des Königs, die Angriffe der Waliser zu stoppen, vergrößerte die Unzufriedenheit der Barone über die Regierung von König Heinrich III.

### Die Revolte von 1263
Nach seiner Rückkehr aus Frankreich wollte der König der Ritterschaft und den Freibauern entgegenkommen und erkannte Ende Januar 1263 eine neue Version der Provisions of Westminster an. Der König berief seine Barone im März 1263 nach Westminster, wo sie seinem Sohn Lord Eduard als Zeichen ihrer Treue huldigen sollten. Gilbert de Clare weigerte sich, und eine kleine Gruppe von Baronen wandte sich an Montfort, der am 25. April 1263 nach England zurückgekehrt war. Unter Leitung von Montfort, Gilbert de Clare und dem Earl of Surrey hielt die Adelsopposition am 20. Mai eine Ratsversammlung in Oxford ab. Montfort gelang es, die Adelsopposition wieder zu einen, der sich auch Henry of Almain, ein Sohn von Richard von Cornwall, anschloss. Die Barone verlangten vom König die Wiederanerkennung der Provisions of Oxford und erklärten alle, die dies ablehnten, zu Staatsfeinden. Zur selben Zeit suchte der König Unterstützung für einen Feldzug gegen Llywelyn ap Gruffydd, um die bedrängten Marcher Lords zu entlasten. Für den 1. August 1263 berief er das Feudalheer für einen Feldzug nach Wales nach Worcester. Die Wiederanerkennung der Provisions lehnte er dagegen klar ab, worauf es in den Welsh Marches zu bewaffneten Rebellionen kam. Gilbert de Clare und Roger de Clifford ergriffen Peter D’Aigueblanche, den aus Savoyen stammenden Bischof von Hereford, und inhaftierten ihn in Eardisley Castle. Dann besetzten sie Gloucester Castle. Weitere Angriffe der Rebellen richteten sich direkt gegen Königin Eleonore, ihre Verwandten und Verbündeten, dazu gegen den Thronfolger Eduard, der sich mit Roger Mortimer verbündet hatte, und gegen Peter von Savoyen und Erzbischof Bonifatius von Canterbury. Montfort verbündete sich mit Llywelyn ap Gruffydd, und unter seiner Führung zogen die Rebellen nach Osten.
Ausmanövriert und knapp bei Kasse zog sich der König am 19. Juni wieder in den Tower zurück, worauf Montfort aus den Midlands nach Südostengland vorstieß und die Cinque Ports in seine Gewalt brachte, so dass Heinrich III. keine Hilfe vom französischen König erwarten konnte. Darüber hinaus sicherte sich Montfort die Unterstützung Londons, nachdem eine radikale Gruppe die städtischen Oligarchen gestürzt hatte. Vermutlich auf Rat von Richard von Cornwall bot der König Montfort Zugeständnisse an, die dieser jedoch ablehnte. Der Thronfolger plünderte die im New Temple aufbewahrten Schätze und zog sich mit seinen Söldnern nach Windsor Castle zurück; andere Höflinge flohen ins Ausland. Die Königin wollte am 13. Juli den König im Tower zurücklassen und sich ihrem Sohn anschließen, wurde jedoch von einem wütenden Mob zurück in den Tower getrieben. Am 15. Juli besetzten die Rebellen die Stadt, und einen Tag später akzeptierte der im Tower eingeschlossene König ihre Forderungen: Wiederanerkennung der Provisions of Oxford, Besetzung der Ämter nur mit Engländern und Verbannung aller Ausländer mit wenigen Ausnahmen. Anschließend zogen Heinrich III. und Eleonore zurück in den Palast von Westminster.

### Zweite Herrschaft der Barone
Beauftragte der Barone übernahmen nun die Regierung in London wie auch in den Grafschaften, doch der eigentliche Herrscher Englands war Montfort. Montforts wichtigste Unterstützer waren die Geistlichen unter Führung von Walter de Cantilupe von Worcester, bei den Baronen konnte er sich vor allem auf Hugh le Despenser und Peter de Montfort verlassen. Von den Baronen unterstützten im Frühjahr 1263 Gilbert de Clare, der Earl of Surrey, Henry of Almain, Henry Hastings, John fitz John, Roger of Leybourne, Nicholas Segrave, Geoffrey de Lucy, John FitzAlan, William de Munchensi, Roger de Clifford, John Giffard, John de Vaux, Hamo le Strange, James Audley, Reginald FitzPeter, William de Braose sowie die nordenglischen Barone John de Vescy und Robert de Vipont Montfort. Die meisten seiner Unterstützer gehörten zu den Marcher Lords und hatten sich ihm aus Unzufriedenheit mit der Herrschaft von König Heinrich III. und von Lord Eduard angeschlossen. Einflussreiche Barone wie der Earl of Norfolk, der Earl of Hereford und Roger Mortimer sowie viele Barone aus Nordengland blieben auf der Seite des Königs.
Die Regierung Montforts schloss rasch einen Waffenstillstand mit Llywelyn ap Gruffydd, dem sie im August sogar einen Friedensvertrag anbot. Vor allem die Marcher Lords befürchteten Gebietsverluste durch dieses Bündnis. Ihre Loyalität begann zu schwanken, da Montfort auch als High Steward lukrative Ämter und Posten vornehmlich an seine eigenen Unterstützer vergeben hatte, dazu hielt er sein beim Parlament im September 1262 gegebenes Versprechen, geplünderte Besitzungen zu entschädigen, nicht ein.
Nachdem noch am 9. September 1263 der König öffentlich die Provisions of Oxford anerkennen musste, stimmte Montfort angesichts der Verteilung der Kräfte einem Schiedsspruch des französischen Königs über die Rechtmäßigkeit der Provisions zu und erlaubte dem König, selbst nach Frankreich zu reisen. Am 23. September reisten Heinrich III, Elenore und zwei ihrer Söhne nach Boulogne, begleitet von Montfort und seinen Unterstützern. Sie wollten einen Entscheid von König Ludwig IX. einholen und unverzüglich zurückkehren. Überraschend stimmte dieser zunächst den im Juli geschlossenen Vereinbarungen zu und befürwortete die Entschädigungen für Plünderungen. Eleonore und Lord Edmund blieben entgegen ihren Zusagen danach in Frankreich, während Heinrich und Eduard zum Oktoberparlament nach Westminster zurückkehrten. Während der König die Ernennung seiner eigenen Kandidaten zu Ministern forderte, erhoben die Anhänger Montforts gegenseitige Beschuldigungen und ihre Regierung brach auseinander. Daraufhin ergriff der Thronfolger die Initiative, der nun eine starke, royalistische Partei zusammenstellte.

### Widerstand von Lord Eduard gegen die Herrschaft Montforts

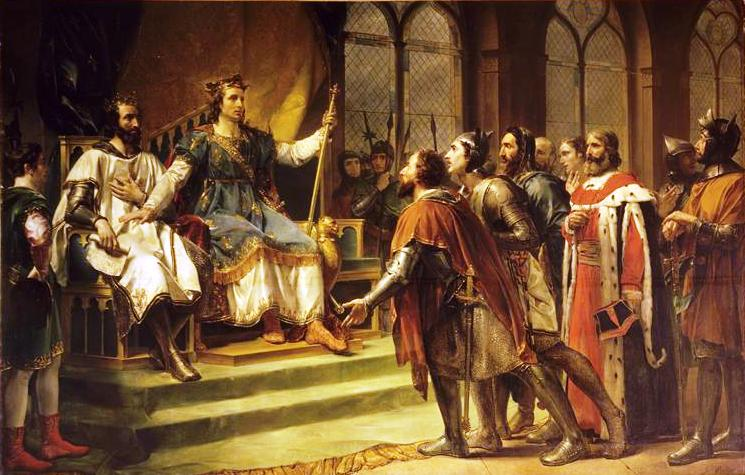
Ludwig IX. verkündete den Schiedsspruch von Amiens. Historisierendes Gemälde von Georges Rouget (1820)

Bereits im August 1263 hatte sich Lord Eduard mit Leyburn und seinen Anhängern, die 18 Monate zuvor von seiner Mutter aus seinem Hofstaat vertrieben worden waren, ausgesöhnt. Am 16. Oktober besetzte er Windsor Castle, wohin ihm der König folgte. Daraufhin wechselten bis Ende des Jahres auch der Earl of Surrey, Henry of Almain, Roger de Clifford, John Vaux, Hamo le Strange, John FitzAlan, Reginald FitzPeter, James Audley und William de Braose auf die Seite von Lord Eduard. Auf der Seite von Montfort blieben vor allem Nicholas Segrave, John FitzJohn und Henry de Hastings, dazu hatte Montfort die Unterstützung des Earls of Derby und des Earls of Oxford sowie die des jüngeren Humphrey V. de Bohun gewinnen können. Dennoch war Montfort nun gezwungen, am 1. November einen mit Richard von Cornwall ausgehandelten Waffenstillstand zu schließen. Nach diesem würde der König die Provisions anerkennen, wenn der französische König ihnen erneut zustimmen würde. In der Zwischenzeit zog Heinrich III. nach Oxford und entließ dort den von Montfort eingesetzten Treasurer und Kanzler. Auch Winchester Castle konnte er Anfang Dezember zurückgewinnen, dazu versuchte er Dover Castle zu gewinnen. Montfort war hingegen in Southwark eingeschlossen und musste von den Londonern befreit werden. Dazu ernannte Papst Urban IV. vermutlich auf Betreiben von Königin Eleonore, Gui Foucois zum neuen päpstlichen Legaten und beauftragte ihn, die Autorität des Königs wiederherzustellen.

### Der Mise of Amiens
Am 28. Dezember reiste der König nach Frankreich und traf die Gesandten der Barone vor Ludwig IX. in Amiens. Beide Seiten brachten ausgearbeitete Darstellungen ihrer Ansprüche vor. In seinem Schiedsspruch am 23. Januar 1264, der Mise of Amiens, lehnte der französische König dieses Mal die Provisions entschieden ab und sprach Heinrich III. das Recht zu, seine Minister nach seinem Willen zu ernennen. Zu dieser Entscheidung hatten die Diplomatie der Königin, die Unterstützung des Papstes, die Gewissheit, dass die Mehrheit der Magnaten Heinrich III. unterstützte sowie die Empörung Ludwigs IX. über die Angriffe der Anhänger Montforts auf Angehörige des Klerus beigetragen. Heinrich III. hatte scheinbar einen klaren Sieg errungen.
Dies gab Montfort die Gelegenheit, seine Anhänger um sich zu sammeln, denen ansonsten die uneingeschränkte Wiederherstellung der königlichen Autorität als Alternative blieb. Bereits zuvor hatten seine Anhänger überzeugend die Behauptung verbreitet, dass der König nicht länger in der Lage sei, ohne die Überwachung durch einen Staatsrat zu herrschen: er hätte durchweg versucht, sich über die Gesetze zu erheben, hätte seine Eide auf die Provisions gebrochen, er würde eine katastrophale und ungewollte Politik wie das sizilianische Abenteuer verfolgen, die Freiheit der Kirche verletzen und den Kreuzzugsgedanken missbrauchen, er hätte viele Fremde an seinem Hof aufgenommen und seine Mittel verschwendet, den Amtsmissbrauch seiner Beamten geduldet und seine Günstlinge im Land gewähren lassen.  Zwischen den beiden Lagern stand nun ein bewaffneter Kampf bevor. Montfort bekräftigte dazu sein Bündnis mit Llywelyn ap Gruffydd.

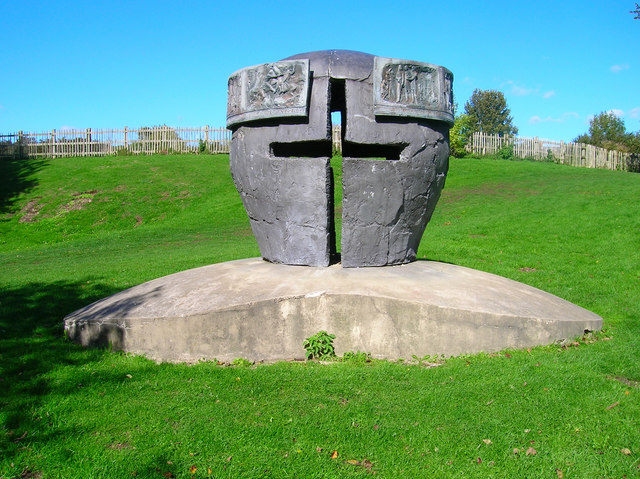
Denkmal an die Schlacht von Lewes

## Der Krieg der Barone

### Beginn des offenen Bürgerkriegs
Kaum war der Mise of Amiens bekannt geworden, gab Montfort das Signal zur Rebellion, indem er seine Söhne Anfang 1264 ihre Feinde in den Welsh Marches angreifen ließ, vermutlich mit Duldung von Fürst Llywelyn. Lord Eduard verließ Frankreich und schaffte es, Gloucester zu entsetzen. Der König kehrte am 14. Februar nach England zurück und stellte innerhalb von drei Wochen eine Armee auf. Er schlug sein Hauptquartier in Oxford auf, blieb jedoch charakteristischerweise bis Ende der Fastenzeit Anfang April 1264 passiv. Montforts Angebot, die Mise of Amiens zu akzeptieren, wenn er im Gegenzug Ämter nur an Engländer vergab, schlug er als Einschränkung seiner Macht aus. Eine Gruppe jüngerer Barone, von denen viele zuvor während ihrer Minderjährigkeit unter der Vormundschaft des Königs ausgebeutet worden waren, schlugen sich auf die Seite Montforts.

### Die Kämpfe bis zur Schlacht von Lewes
Die ersten Kämpfe verliefen erfolgreich für den König. Unterstützt durch die Marcher Lords konnte Lord Eduard Huntingdon, Hay und Brecknockshire erobern. Dann eroberte er Gloucester Castle, marschierte nach Osten und vereinigte sich mit dem Heer seines Vaters. Überraschend erschienen sie vor Northampton und konnten bis zum 7. April die Stadt und Northampton Castle erobern, wobei Simon de Montfort der Jüngere in Gefangenschaft geriet. Anschließend eroberte er Nottingham und Leicester. Gilbert de Clare, der bislang in Tonbridge Castle die Entwicklung abgewartet hatte, belagerte ab dem 18. April zusammen mit Montfort Rochester Castle. Die Burg wurde durch den König und durch Lord Eduard entsetzt, die in einem Eilmarsch nach Südosten gezogen waren. Anschließend eroberten sie Tonbridge Castle, nachdem Gilbert de Clare sich nach London zurückgezogen hatte. Im Weald versuchten die Rebellen, den König aus dem Hinterhalt zu überfallen. Daraufhin ließ er am 2. Mai auf Rat seines Bruders Richard von Cornwall 315 bäuerliche Bogenschützen in Ticehurst enthaupten. Dann besetzte er die Cinque Ports und bereitete eine Blockade Londons vor. Als Montfort so gezwungen war, die Hauptstadt zu verlassen, zog er nach Süden. Der König erreichte am 11. Mai Lewes, wo am 12. Mai 1264 auch Montfort mit seinem Heer eintraf. Nachdem Verhandlungen gescheitert waren, kam es am 14. Mai zur Schlacht von Lewes, in der Montfort die Anhänger des Königs entscheidend besiegen konnte. Lord Eduard, Henry of Almain und andere gerieten in Gefangenschaft und dienten als Geiseln für die Gefolgschaft der Anhänger des Königs. Montfort war erneut de facto zum Herrscher von England geworden.

### Dritte Herrschaft der Barone

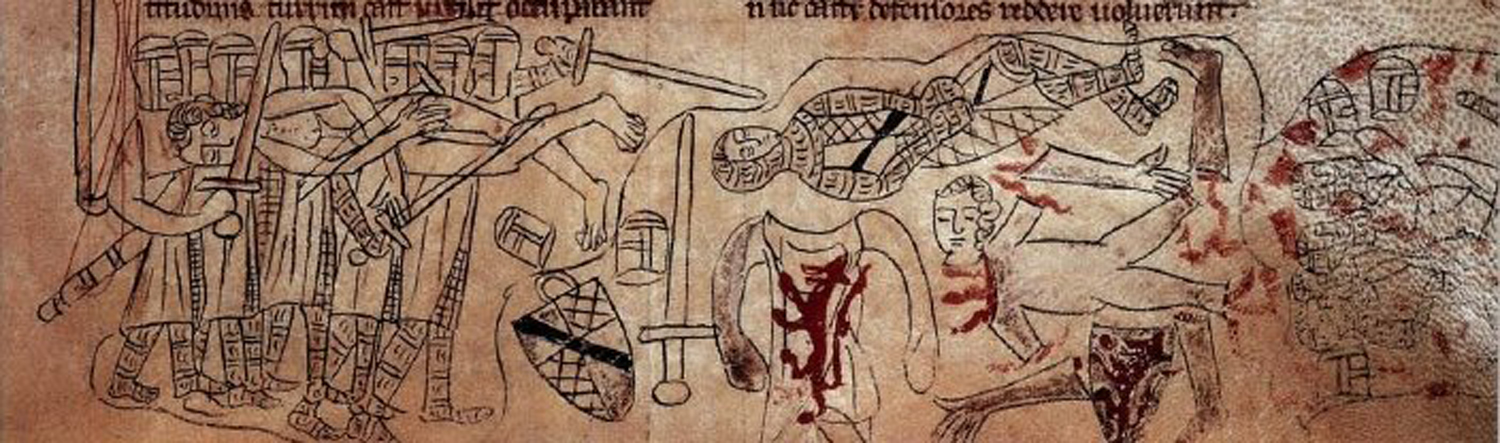
Der Tod Montforts in der Schlacht von Evesham. Buchmalerei aus dem 13. Jahrhundert

Nach seiner Niederlage bei Lewes musste König Heinrich III. Montfort und Gilbert de Clare offiziell amnestieren. Montfort wollte nun seine Reformen weiter fortführen und berief für Ende Juni ein Parlament ein. Das Parlament vom 23. Juni beschloss eine umfassende Änderung der Regierung. Anstatt des 15-köpfigen Staatsrats wurde ein dreiköpfiger Ausschuss gebildet, dem Montfort, Gilbert de Clare sowie Bischof Stephen Bersted von Chichester angehörten. Dieser Ausschuss sollte einen neunköpfigen Staatsrat wählen, der den König beraten sollte. Die eigentliche Macht lag jedoch beim dreiköpfigen Ausschuss und vor allem bei Montfort, der die Minister und Würdenträger des Hofstaats ernannte. Dem König blieb nur noch symbolische Macht, in dem er die Handlungen Montforts billigen musste. Trotz des Siegs von Lewes herrschte jedoch immer noch kein Frieden im Reich, da es Montfort nicht gelang, allgemeine Anerkennung für seine Herrschaft zu erlangen. Die königlichen Burgen sollten sich seiner Regierung ergeben, doch die Besatzungen mehrerer Burgen wie Pevensey oder Gloucester Castle ergaben sich nicht. Eine Reihe von Anhängern des Königs wie der Earl of Pembroke setzten den Kampf fort und flüchteten schließlich ins Exil. In Wales konnten Montfort und Clare mit Hilfe von Llywelyn ap Gruffydd, der mehrere Burgen eroberte, die Marcher Lords am 25. August 1264 zum Waffenstillstand von Montgomery zwingen. Sie verpflichteten sich, ihre Gefangenen freizulassen, weitere Burgen zu übergeben und sich vor Gericht zu verantworten. Dennoch waren die Marcher Lords nicht besiegt, und schon bald widerriefen sie den Waffenstillstand, weil sie die Zusammenarbeit von Montfort mit Llywelyn ap Gruffydd nicht akzeptierten. Ein erster Befreiungsversuch des in Gefangenschaft befindlichen Lord Eduard wurde durch Guy de Montfort bei Wallingford abgewehrt. Ein Feldzug der Regierung zwang die Marcher Lords im Dezember 1264 zur Unterwerfung von Worcester, und Lord Eduard musste Cheshire und Stadt und Bristol Castle gegen Entschädigungen in England an die Regierung übergeben. Roger de Mortimer, Roger de Clifford und ihre Verbündeten wurden für ein Jahr nach Irland verbannt. Eine weitere Bedrohung war Königin Eleonore, die in Frankreich geblieben war. Sie sammelte ein Söldnerheer in Flandern, doch schließlich unterließ sie den geplanten Einfall in England und begnügte sich damit, die Gascogne für ihren Ehemann zu halten.
Montfort berief nun am 14. Dezember für den 20. Januar 1265 das später De Montfort’s Parliament genannte Parlament ein, dem nicht nur die Barone und Bischöfe, sondern erstmals auch vier gewählte Vertreter aus jeder Grafschaft South of Trent angehörten und das damit als Gründungsinstitution des heutigen House of Commons gilt. Dies zeigt, wie wenig er auf die Unterstützung der Magnaten bauen konnte, wogegen über Hundert Äbte und Bischöfe bei dem Parlament zusammenkamen.

### Erneuter Bürgerkrieg und Schlacht von Evesham
Montforts verlor jedoch zunehmend die Unterstützung der Barone. Er hatte seine Söhne mit lukrativen Ämtern und auch andere Unterstützer mit Lehen von besiegten Gegnern bedacht. Dabei zerstritt sich seine Regierung über die Verteilung der Beute, über die Lösegelder der Gefangenen und über andere Streitpunkte. Letztlich wurde auch Montforts quasi autokratische Herrschaft bestritten. Im Februar geriet Montfort mit dem Earl of Derby in Streit und befahl dessen Verhaftung. Im Mai landeten die Earls of Surrey und Pembroke in Pembrokeshire, und Gilbert de Clare wechselte die Seiten und schloss sich ihnen an. Darauf zog Montfort mit Lord Eduard und dem König nach Hereford, das er am 24. Mai erreichte. Mit Hilfe von Thomas de Clare, dem Bruder von Gilbert de Clare, entkam Lord Eduard am 28. Mai. Er vereinigte sich mit Roger Mortimer in Wigmore, der nicht ins Exil nach Irland gegangen war, und mit Gilbert de Clare in Ludlow. Gilbert und Eduard blockierten in Gloucester den Übergang über den Severn, womit Montfort westlich des Severn in der Falle saß. Montfort erneuerte zwar am 19. Juni 1265 im Abkommen von  Pipton-on-Wye sein Bündnis mit Llywelyn ap Gruffydd und erkannte diesen als Fürsten von Wales an, doch die königlichen Truppen waren seinen Kräften überlegen. Gilbert de Clare und Lord Eduard konnten am 1. August bei Kenilworth erst Montforts Sohn Simon schlagen, und kurz darauf kam es am 4. August bei Evesham zur Entscheidungsschlacht, in der die königliche Partei die Anhänger Montforts entscheidend besiegte. Montfort fiel in der Schlacht.

### Fortsetzung des Bürgerkriegs
Dem König gelang es nicht, den Rachedurst seines Sohnes und seiner Anhänger zu stoppen. Unmittelbar nach dem Sieg von Evesham ließen Gilbert de Clare, der Earl of Surrey und auch Lord Eduard große Besitzungen der besiegten Rebellen besetzen. Dann versuchten der König und Lord Eduard, die königliche Autorität wiederherzustellen. Im September forderten sie Bristol Castle und die anderen verbliebenen Burgen in den Händen der Anhänger Montforts zur Unterwerfung auf, worauf sich die meisten Burgen ergaben. Für Mitte September wurde ein Parlament nach Winchester einberufen, das über das Schicksal der verbliebenen Anhänger Montforts entscheiden sollte. Die überlebenden Söhne von Montfort und seine Witwe sollten bis Anfang 1266 England verlassen. Am 1. Oktober verkündete König Heinrich III. die Annullierung aller Maßnahmen, die er nach der Schlacht von Lewes in der Gewalt von Montfort hatte tun müssen. Das Parlament beschloss, dass alle Besitzungen der Rebellen, auch die bereits besetzten, einschließlich der zum Michaelistag fälligen Einkünfte dem König übergeben werden müssen. Gleichzeitig sollten alle geraubten Besitzungen und alles geraubte Vieh zu ihrem jeweiligen Besitz zurückgebracht werden. Die Klärung der Verteilung der besetzten Ländereien überließ der König auf Anraten seines Sekretärs Robert Waleran seinen Unterstützern. Als Ergebnis wurden die Ländereien von 254 als Rebellen geltenden Rittern und Baronen beschlagnahmt, die an 71 Günstlinge des Königs verteilt wurden. Der Löwenanteil ging an Mitglieder der königlichen Familie, Rittern des Haushalts und den Amtsträgern. Mit ihrer Enteignung konfrontiert und ruiniert, begannen Hunderte von Rittern und ihre Anhänger einen Guerillakrieg, der den eigentlich schon entschiedenen Bürgerkrieg um zwei Jahre verlängerte. Die von ihren Gütern vertriebenen Rebellen, die sogenannten Enterbten, schlossen sich zu Räuberbanden zusammen. Aufgrund der Besitzerwechsel und der fortgesetzten Plünderungen kam es in den nächsten beiden Jahren in weiten Teilen des Landes zu einem Zusammenbruch der Verwaltung und der Wirtschaft. Gegen diesen Widerstand gingen die Anhänger des Königs unter Führung von Lord Eduard rücksichtslos vor, doch die endgültige Niederschlagung der Rebellion schritt nur langsam voran. Lord Eduard gelang es zunächst, zusammen mit den Cinque Ports die Piraterie an der Südküste Englands einzudämmen, die dem Handel schwer geschadet hatte. Zusammen mit Roger de Leyburn gelang es ihm dann, die Rebellen in Ostengland zu besiegen, und Henry of Almain schlug im Mai 1266 eine Rebellengruppe in der Schlacht von Chesterfield, in der der ehemalige Earl of Derby gefangen genommen wurde. Dennoch wurde der Widerstand der Rebellen noch nicht gebrochen. Eine Gruppe von Rebellen unter John de Deyville besetzte die Isle of Ely und setzte so den Kampf in Ostengland fort. In Kenilworth Castle hatte sich Simon de Montfort der Jüngere, der eigentlich bis Januar 1266 das Land hätte verlassen müssen, mit einer starken Rebellentruppe verschanzt. Daraufhin begann der König im Juni 1266 mit der Belagerung der Burg. Die Belagerung verlief schwierig, und nachdem mehrere Angriffe von der starken Besatzung abgewehrt worden waren, befahl der König die Blockade und Aushungerung der Burg.

### Das Dictum of Kenilworth

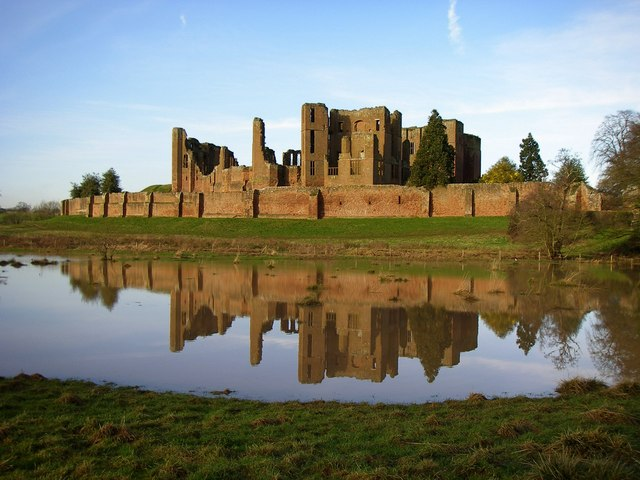
Das von weiten Wasserflächen umgebene Kenilworth Castle trotzte einer monatelangen Belagerung durch königliche Truppen

Um den Krieg zu beenden, hatte Gilbert de Clare bereits im Frühjahr und Sommer 1266 versucht, zusammen mit Lord Eduard und dem päpstlichen Legaten Ottobono Fieschi einen Ausgleich zu erzielen. Unter Mithilfe von Richard von Cornwall entstand schließlich das Dictum of Kenilworth, das vom Parlament in Northampton beschlossen und vom König im Feldlager vor Kenilworth am 31. Oktober 1266 verkündet wurde. Mit diesem Programm wurde ein umfassender Ausgleich angestrebt, doch auch dieses Dictum of Kenilworth brachte keinen endgültigen Frieden. Die Besatzungen von Kenilworth und Ely weigerten sich weiterhin, sich zu ergeben, da einige ihrer Führer von den Bestimmungen ausgeschlossen waren oder weil sie nicht die Mittel hatten, um ihre Güter zurückzukaufen. Auch zweifelten sie am Wohlwollen des Königs und seiner Gerichte. Ohne Hoffnung auf Entsatz und nach Aufbrauchen ihrer letzten Vorräte musste die Burg schließlich am 14. Dezember 1266 kapitulieren.

### Ende des Kriegs der Barone
Die Isle of Ely war damit zu einem der letzten Stützpunkte der Rebellen geworden. Im Februar 1267 zog der König nach Bury St Edmunds, um einen Feldzug gegen die Rebellen von Ely zu unternehmen. Der Feldzug wurde jedoch im April durch Gilbert de Clare unterbrochen. Dieser fühlte sich nicht ausreichend für seine Verdienste während des Bürgerkriegs belohnt und setzte sich nun für mildere Bedingungen für die Enterbten ein. Im Frühjahr 1267 hatte er sich zunächst nach Glamorgan zurückgezogen, das er jüngst vom Wittum seiner Mutter erwerben konnte, und stellte dort eine Armee auf. Er verlangte nun vom König, den Enterbten ihre Besitzungen zurückzugeben. Der König, der in Canterbury weilte, lehnte diese Forderung ab. Gilbert de Clare sandte nun Gefolgsleute nach London und nach Ely, und zusammen mit den Rebellen aus Ely besetzten seine Truppen Anfang April 1267 London, das sich wieder auf die Seite der Rebellen stellte. Am 8. April erreichte de Clare London und bereitete sich auf einen Kampf mit dem König um die Stadt vor. Heinrich III. zog Anfang Mai in Windsor und in Stratford in Essex Truppen zusammen, dazu sandte er Roger de Leyburn nach Frankreich, um weitere Truppen anzuwerben. Doch bereits am 20. April hatte de Clare Verhandlungen mit Richard von Cornwall und Philip Basset begonnen, die sich auch gegen die vollständige Enteignung der Enterbten sträubten. Unter Vermittlung von Kardinal Ottobono Fieschi wurde eine friedliche Einigung erreicht. Am 13. Mai zogen sich de Clare und seine Truppen nach Southwark zurück, und am 16. Juni 1267 erzielte er eine Einigung mit dem König. Ihm und allen seinen Anhängern wurde eine Amnestie ausgesprochen, und das Dictum of Kenilworth wurde so geändert, dass die Rebellen ihre Besitzungen zurück erwerben konnten und die Strafzahlung aus den Einkünften ihrer Besitzungen aufbringen durften. Dazu sollten Kommissionen gebildet werden, die rechtliche Streitfragen klären sollten, und Kardinal Ottobono versprach den Enterbten finanzielle Unterstützung durch den Klerus. Am 18. Juni zog der König wieder in London ein, und am 1. Juli wurden Deyville und mehreren anderen Enterbten gemäß dem Dictum of Kenilworth der Rückerwerb ihrer Besitzungen angeboten. Lord Eduard zog mit einem Heer gegen die letzten verbliebenen Rebellen auf der Isle of Ely. Aufgrund der trockenen Sommermonate konnte das Heer die umgebenden Sumpfgebiete überwinden, und nachdem der Thronfolger ihnen die Hinrichtung androhte, ergaben sich auch die letzten Enterbten. Damit endete der Zweite Krieg der Barone, und erstmals seit 1263 kehrte wieder Frieden in Südengland ein.

### Frieden mit Fürst Llywelyn und Statut von Marlborough
Da der König nach dem erschöpfenden Krieg keine Mittel mehr für einen Feldzug gegen Wales hatte, hatte er bereits im Februar 1267 Verhandlungen mit Llywelyn ap Gruffydd begonnen. Als diese stockten, zog der König im August selbst in die Welsh Marches, um mit dem walisischen Fürsten Llywelyn ap Gruffydd zu verhandeln. Es war letztlich Kardinal Ottobono, der im September den Vertrag von Montgomery aushandelte, in dem der König die walisischen Eroberungen und den Rang Llywelyns als Fürsten von Wales anerkannte, während Llywelyn dem König als Oberherrn huldigte. Dieser Kompromiss bewies die Kriegsmüdigkeit des Königs. Das Statut von Marlborough, das am 18. November von einem Parlament beschlossen wurde, an dem möglicherweise auch Commons teilnahmen, bestätigte die Magna Charta, das Dictum of Kenilworth und eine modifizierte Fassung der Provisions of Westminster, womit der Bürgerkrieg in einer Schlichtung endete.